# Pacific Nations Cup 2015
La Pacific Nations Cup del 2015 fue la 10.ª edición del torneo internacional de selecciones de rugby que organiza la World Rugby.
Este año se jugó con dos grupos de tres equipos, en el que cada selección se enfrentó a las selecciones del otro grupo, luego de las 3 fechas se completó la tabla general en la que se determinó el par de selecciones que disputaron el quinto puesto, otro para el tercer puesto y otro par más por el título. Fiyi se coronó campeón al ganarle a Samoa por 39 - 29

## Equipos participantes
- Selección de rugby de Canadá (Canucks)
- Selección de rugby de los Estados Unidos (Las Águilas)
- Selección de rugby de Fiyi (Flying Fijians)
- Selección de rugby de Japón (The Cherry Blossoms)
- Selección de rugby de Samoa (Manu Samoa)
- Selección de rugby de Tonga (ʻIkale Tahi)

## Posiciones

### Grupo A
| Pos. | Equipo | Encuentros | Encuentros | Encuentros | Encuentros | Tantos  | Tantos    | Tantos     | Puntos Bonus | Puntos Totales |
| Pos. | Equipo | jugados    | ganados    | empatados  | perdidos   | a favor | en contra | diferencia | Puntos Bonus | Puntos Totales |
| ---- | ------ | ---------- | ---------- | ---------- | ---------- | ------- | --------- | ---------- | ------------ | -------------- |
| 1    | Samoa  | 3          | 2          | 1          | 0          | 72      | 66        | + 6        | 1            | 11             |
| 2    | Tonga  | 3          | 2          | 0          | 1          | 83      | 67        | + 16       | 0            | 8              |
| 3    | Japón  | 3          | 1          | 0          | 2          | 60      | 56        | + 4        | 2            | 6              |

### Grupo B
| Pos. | Equipo         | Encuentros | Encuentros | Encuentros | Encuentros | Tantos  | Tantos    | Tantos     | Puntos Bonus | Puntos Totales |
| Pos. | Equipo         | jugados    | ganados    | empatados  | perdidos   | a favor | en contra | diferencia | Puntos Bonus | Puntos Totales |
| ---- | -------------- | ---------- | ---------- | ---------- | ---------- | ------- | --------- | ---------- | ------------ | -------------- |
| 1    | Fiyi           | 3          | 2          | 1          | 0          | 87      | 74        | + 13       | 1            | 11             |
| 2    | Estados Unidos | 3          | 1          | 0          | 2          | 58      | 72        | - 14       | 1            | 5              |
| 3    | Canadá         | 3          | 0          | 0          | 3          | 44      | 69        | - 25       | 1            | 1              |

### Tabla general
| Pos. | Equipo         | Encuentros | Encuentros | Encuentros | Encuentros | Tantos  | Tantos    | Tantos     | Puntos Bonus | Puntos Totales |
| Pos. | Equipo         | jugados    | ganados    | empatados  | perdidos   | a favor | en contra | diferencia | Puntos Bonus | Puntos Totales |
| ---- | -------------- | ---------- | ---------- | ---------- | ---------- | ------- | --------- | ---------- | ------------ | -------------- |
| 1    | Fiyi           | 3          | 2          | 1          | 0          | 87      | 74        | + 13       | 1            | 11             |
| 2    | Samoa          | 3          | 2          | 1          | 0          | 72      | 66        | + 6        | 1            | 11             |
| 3    | Tonga          | 3          | 2          | 0          | 1          | 83      | 67        | + 16       | 0            | 8              |
| 4    | Japón          | 3          | 1          | 0          | 2          | 60      | 56        | + 4        | 2            | 6              |
| 5    | Estados Unidos | 3          | 1          | 0          | 2          | 58      | 72        | - 14       | 1            | 5              |
| 6    | Canadá         | 3          | 0          | 0          | 3          | 44      | 69        | - 25       | 1            | 1              |

Nota: Se otorgan 4 puntos al equipo que gane un partido y 2 al que empate
Puntos Bonus: 1 punto por convertir 4 tries o más en un partido y 1 al equipo que pierda por no más de 7 tantos de diferencia
|  | Juegan por el 1º puesto |

|  | Juegan por el 3º puesto |

|  | Juegan por el 5º puesto |

## Resultados

### Primera fecha
| 18 de julio | Fiyi | 30 - 22 | Tonga |  |  |
|             |      | Reporte |       |  |  |

| 18 de julio | Canadá | 6 - 20  | Japón |  |  |
|             |        | Reporte |       |  |  |

| 18 de julio | Estados Unidos | 16 - 21 | Samoa |  |  |
|             |                | Reporte |       |  |  |

### Segunda fecha
| 24 de julio | Canadá | 18 - 28 | Tonga |  |  |
|             |        | Reporte |       |  |  |

| 24 de julio | Fiyi | 30 - 30 | Samoa |  |  |
|             |      | Reporte |       |  |  |

| 24 de julio | Estados Unidos | 23 - 18 | Japón |  |  |
|             |                | Reporte |       |  |  |

### Tercera fecha
| 29 de julio | Estados Unidos | 19 - 33 | Tonga |  |  |
|             |                | Reporte |       |  |  |

| 29 de julio | Fiyi | 27 - 22 | Japón |  |  |
|             |      | Reporte |       |  |  |

| 29 de julio | Canadá | 20 - 21 | Samoa |  |  |
|             |        | Reporte |       |  |  |

## Finales

### 5º puesto
| 3 de agosto | Estados Unidos | 15 -13  | Canadá |  |  |
|             |                | Reporte |        |  |  |

### 3º puesto
| 3 de agosto | Tonga | 31 - 20 | Japón |  |  |
|             |       | Reporte |       |  |  |

### 1º puesto
| 3 de agosto | Fiyi | 39 - 29 | Samoa |  |  |
|             |      | Reporte |       |  |  |

| Bandera de Fiyi |
| Campeón Fiyi    |
| Segundo título  |